# БМПТ «Страж»
БМПТ «Страж» — дослідна українська бойова машина підтримки танків на шасі танка Т-64.

## Історія створення
БМПТ «Страж» була розроблена спільно Житомирським та Київським бронетанковими заводами разом з ДАХК «Артем». Уперше машину показали на виставці «Зброя та Безпека-2017». Крім підтримки танків на полі бою «Страж» повинен був забезпечувати знищення як повітряних, так і наземних цілей.

## Озброєння
Оснащений бойовим модулем «Дуплет». Бойову потужність «Стражу» забезпечує дві автоматичні 30-мм гармати ЗТМ-2, два спарені 7,62-мм кулемети КМ-7,62, 30-мм автоматичний гранатомет АГ-17 та високоточний ракетний комплекс «Бар'єр» з чотирма пусковими установками. Також модуль має шість 81-мм аерозольних установок для стрільби димовими гранатами «Туча».